# 小叶韩信草
小叶韩信草（学名：Scutellaria indica var. parvifolia）为唇形科黄芩属下的一个变种。

## 扩展阅读
- 維基物種上的相關：小叶韩信草